# Neues Linkes Bargu-Banner

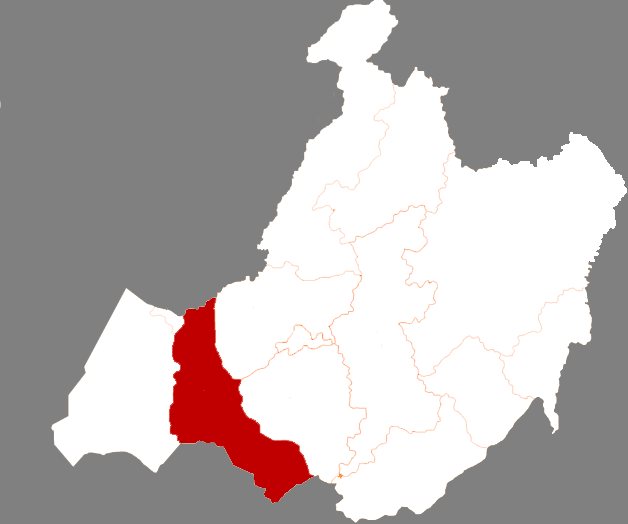
Lage des Neuen Linken Bargu-Banners in Hulun Buir

Das Neue Linke Bargu-Banner (chinesisch 新巴尔虎左旗, Pinyin Xīn Bā’ěrhǔ Zuǒqí; mongolisch ᠰᠢᠨ᠎ᠡ ᠪᠠᠷᠭᠤ ᠵᠡᠭᠦᠨ ᠬᠣᠰᠢᠭᠤ Sin-e Barɣu Jegün qosiɣu) liegt im Südwesten des Verwaltungsgebiets der Stadt Hulun Buir im Autonomen Gebiet Innere Mongolei der Volksrepublik China. Es erstreckt sich von 117°33′ bis 120°12′ ö. L. und von 46°10′ bis 49°47′ n. Br.
Im Osten grenzt es an das Alte Bargu-Banner und das Autonome Banner der Ewenken, im Süden an den Hinggan-Bund, im Westen an das Neue Rechte Bargu-Banner, im Nordwesten an die Stadt Manjur, im Norden an Russland und im Südwesten an die Mongolei. Die Grenze zu Russland liegt im Mittellauf des Ergun und teilt dort die Insel Abagaitu Zhouzhu zwischen beiden Ländern auf. Hauptort und Verwaltungssitz des Banners ist die Großgemeinde Amgulang.

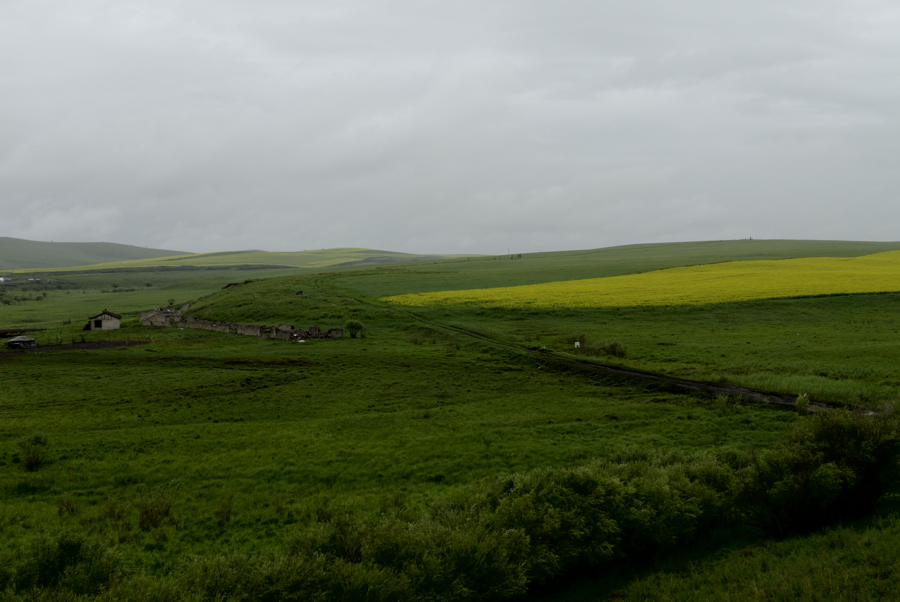
Landschaft im Neuen Linken Bargu-Banner

Das Banner hat eine Fläche von 22.200 km², 41.382 Einwohner (Ende 2003) und eine Bevölkerungsdichte von 1,86 Einw./km². Beim Zensus 2000 wurden noch 41.647 Einwohner gezählt. Es liegt in der Übergangszone von Großem Hinggan-Gebirge und mongolischer Hochebene in deren Norden. Der Süden des Banners gehört zu den ausgedehnten Waldgebieten der Nordhänge des Großen Hinggan. Hier liegt auch der höchste Punkt des Banners, der Orgon Ul mit 1.573 m. Die Jahresdurchschnittstemperatur beträgt −0,5 °C, die Durchschnittstemperatur im Januar −24,2 °C.
Im Jahr Yongzheng 12 (1734) gründete die Verwaltung der Qing-Dynastie vier „Neue Bargu-Banner des Linken Flügels“, die 1932 zum „Neuen Bargu-Banner des Linken Flügels“ vereinigt wurden. Im Jahr 1959 bekam das Banner seinen heutigen Namen.
Ökonomisch wird das Banner von der Wanderviehwirtschaft (Pferde, Rinder, Schafe und Ziegen) der Mongolen dominiert.

## Administrative Gliederung
Das Neue Linke Bargu-Banner setzt sich aus zwei Großgemeinden, sechs Sum und einer Staatsweide (mit Gemeindestatus) zusammen. Diese sind:
- Großgemeinde Amgulang (阿木古郎镇), Hauptort, Sitz der Bannerregierung;
- Großgemeinde Qagan (嵯岗镇);
- Sum Bayan Nur (巴音诺尔苏木);
- Sum Ganjur (甘珠尔苏木);
- Sum Modon Amj (莫达木吉苏木);
- Sum Obor Bulag (乌布尔宝力格苏木);
- Sum Jabhulangt (吉布胡郎图苏木),;
- Sum Handagai (罕达盖苏木);
- Staatsweide Qagan Shuangwa (嵯岗双娃牧场).

Diese neun Verwaltungseinheiten untergliedern sich wiederum in acht Einwohnergemeinschaften (in den Großgemeinden), 53 Gaqaa („Dörfer“, in den Sum) und sechs „Verwaltungsbezirken“ im Gebiet der Staatsweide. Außerdem liegen im Neuen Linken Bargu-Banner sechs staatliche Forstreviere ohne eigenen administrativen Status.

## Ethnische Gliederung der Bevölkerung des Neuen Linken Bargu-Banners (2000)
| Name des Volkes | Einwohner | Anteil  |
| --------------- | --------- | ------- |
| Mongolen        | 29.682    | 71,27 % |
| Han             | 10.854    | 26,06 % |
| Daur            | 658       | 1,58 %  |
| Manju           | 262       | 0,63 %  |
| Ewenken         | 103       | 0,25 %  |
| Hui             | 42        | 0,1 %   |
| Oroqen          | 17        | 0,04 %  |
| Russen          | 12        | 0,03 %  |
| Sonstige        | 17        | 0,04 %  |

## Bedeutende Persönlichkeiten aus dem Neuen Linken Bargu-Banner
- Erk(h)imbato bzw. Erhinbato (1882–1951), Hauptmann eines Sum des Neuen Linken Bargu-Banners, Gouverneur von Xing’an bzw. Präsident der autonomen ostmongolischen Region Hulun Buir
- Uudam[1] (* 1999), chinesischer (ethnisch mongolischer) Volksmusiksänger und Schauspieler